# Ramiro Pinilla

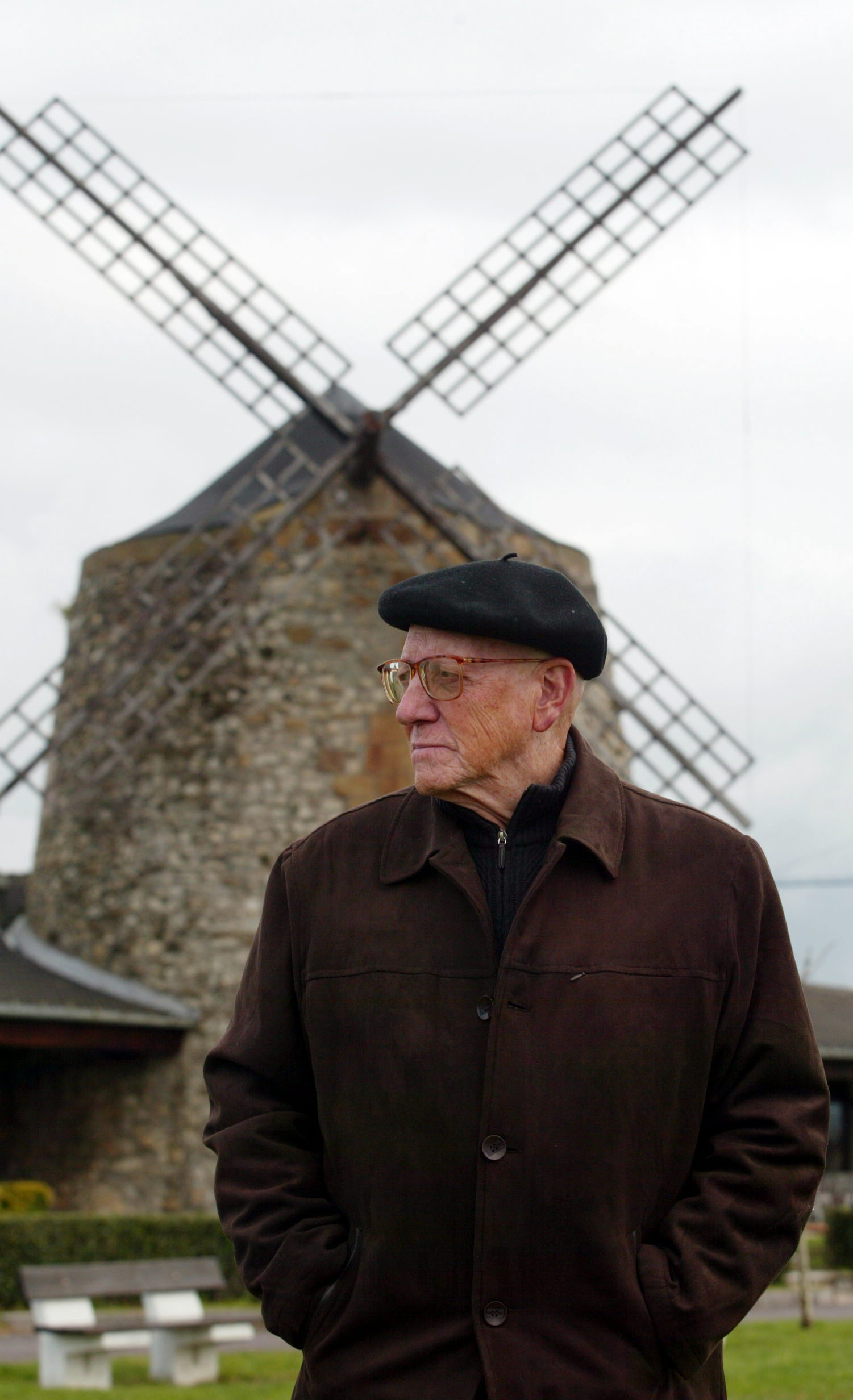
Ramiro Pinilla (2005)

Ramiro Pinilla (* 13. September 1923 in Bilbao; † 23. Oktober 2014 ebenda) war ein spanischer Autor. Er gilt als einer der bedeutendsten baskischen Schriftsteller der Gegenwart, schrieb aber in spanischer Sprache.

## Leben
Als Junge entdeckte Ramiro Pinilla seine Leidenschaft für die Literatur, weil er sich durch das Lesen vieler Klassiker von den schlimmen Erlebnissen während des Spanischen Bürgerkriegs abzulenken versuchte. Zunächst schrieb er nur für sich, beruflich war er in der Handelsmarine und später im städtischen Gaswerk von Bilbao tätig, wo er seine politische Gesinnung – er war ein Gegner Francos – verschweigen musste.
Zunächst schrieb Pinilla nur nebenberuflich, aber 1960 erschien sein Roman Las ciegas hormigas (dt. Die blinden Ameisen). Er erhielt den Premio Nadal (1960)  und den Premio de la Crítica (1971). Von seinem Arbeitgeber wurde er jedoch entlassen. Trotz des Erfolgs seiner Bücher verabschiedete er sich 1971 vom offiziellen spanischen Literaturbetrieb unter der Regierung von Franco, hörte aber nie auf zu schreiben, sondern gab seine Bücher im Selbstverlag heraus. Sie wurden lediglich in Bilbao und Umgebung vertrieben.
2004 erschien Pinillas Familienepos Verdes valles, colinas rojas, wofür er zwei der wichtigsten Literaturpreise Spaniens, den Premio de la Crítica (2005) und den Premio Nacional de Narrativa (2006) erhielt und das nach Auffassung von Kritikern einer der wichtigsten spanischen Romane der letzten Jahrzehnte war.
Schauplatz seiner Bücher ist der baskische Fischerort Getxo, wo Pinilla als Kind und Jugendlicher mit seiner Familie den Urlaub verbrachte. Hier siedelte er seine Geschichten in einer Art Mikrokosmos an, um die Tragik spanischer und baskischer Historie im 20. Jahrhundert romanhaft darzustellen.
Im Laufe der Jahre bildete sich um Ramiro Pinillo ein literarischer Kreis, El taller (das Atelier) genannt. Diesem Kreis gehören unter anderen Schriftsteller wie Jon Bilbao, Willy Uribe, Iñigo Larroque und Biktor Abad an.

## Werke
- Misterio de la pensión Florrie (unter dem Pseudonym Romo P. Girca) (1944)
- El ídolo (1957)
- Las ciegas hormigas (1961), dt. Ausgabe: Die blinden Ameisen (1963)
- El héroe del Tonkin (1961)
- En el tiempo de los tallos verdes (1969)
- Seno (1971)
- El salto (1975)
- Guía secreta de Bizkaia (1975)
- Recuerda, oh, recuerda (1975)
- Antonio B., el Rojo, ciudadano de tercera (1977)
- Primeras historias de la guerra interminable (1977)
- La gran guerra de doña Toda (1978)
- Andanzas de Txiki Baskardo (1979)
- Quince años (1990)
- Huesos (1997)
- La estación de Getxo
- Verdes valles, colinas rojas – Trilogie (2004–2005):
  - Teil 1, La tierra convulsa (Oktober 2004)
  - Teil 2, Los cuerpos desnudos (Mai 2005)
  - Teil 3, Las cenizas del hierro (November 2005)
- La higuera (2006), 
  - Der Feigenbaum, Roman. Aus dem Spanisch von Stefanie Gerhold. dtv, München 2008, ISBN 978-3-423-24660-6.
- Sólo un muerto más (2009), dt. Ausgabe: Nur ein Toter mehr. Kriminalroman (2012; übersetzt von Stefanie Gerhold), ISBN 978-3-423-24911-9.
- Los cuentos (Erzählungen) (2011)
- Aquella edad inolvidable (2012).
- El cementerio vacío. Editorial Tusquets, Barcelona 2013.
- Cadáveres en la playa. Editorial Tusquets, Barcelona 2014.

## Preise
- 1957 – Premio Mensajero für El ídolo (1957)
- 1960 – Premio Nadal für Las ciegas hormigas (1960)
- 1962 – Premio de la Crítica für Las ciegas hormigas (1960)
- 1971 – Finalist Premio Planeta für Seno (1971)
- 2005 – Premio Euskadi de Novela für Verdes valles, colinas rojas I. La tierra convulsa (2004)
- 2005 – Premio de la Crítica für Verdes valles, colinas rojas III. Las cenizas del hierro (2005)
- 2006 – Premio Nacional de Narrativa für Verdes valles, colinas rojas III. Las cenizas del hierro (2005)